# Hospital Central de Maputo
O Hospital Central de Maputo é um hospital que oferece cuidados de saúde e consultas especializadas em Maputo, Moçambique. Trata-se do maior hospital do país. O edifício data da era colonial portuguesa no início do século XX.

## História

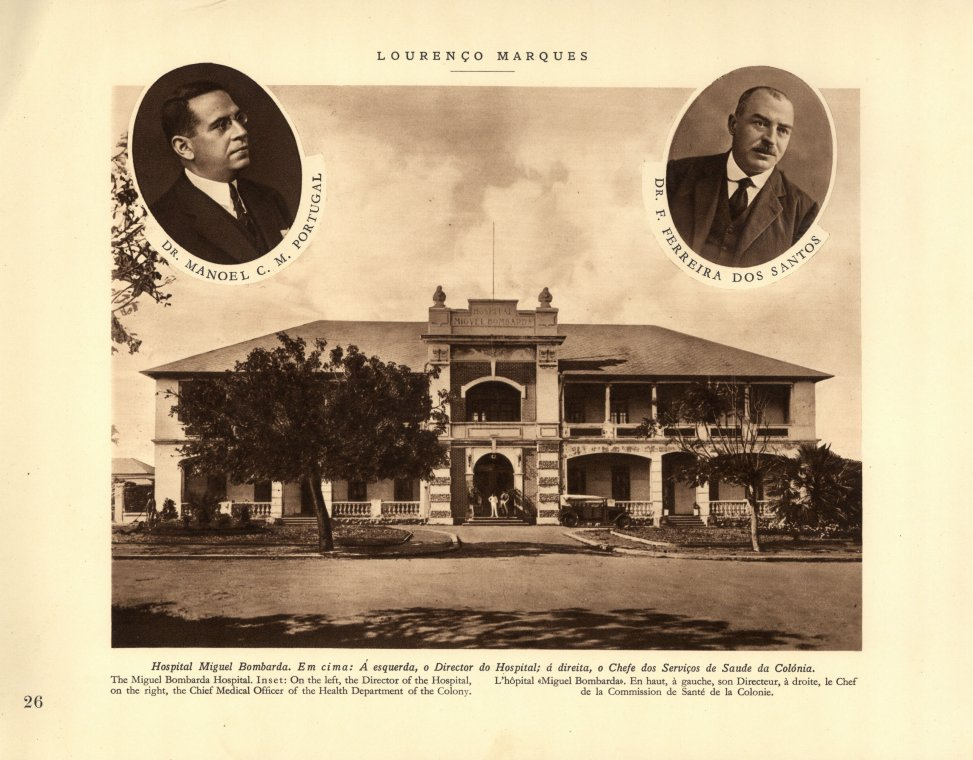
Edifício principal em 1929.

A história do complexo começa em 1900, quando o governo expropriou o terreno sobre o qual o hospital seria construído. Inicialmente, o edifício continha enfermarias de medicina geral, doenças transmissíveis e sífilis. Havia também uma cozinha, uma lavandaria, uma farmácia e uma morgue, bem como residências para o diretor do hospital e para os enfermeiros. O complexo foi sendo gradualmente expandido entre 1906 e 1966. Em 1932, foi contratado um arquiteto da metrópole especializado na construção de hospitais, que elaborou um novo plano. Durante as décadas de 1930 e 1940, o complexo foi modernizado.
Durante os anos 50 e 60, foram construídas as instalações de tratamento ambulatório para estomatologia e oftalmologia, concebidas pelos arquitetos Francisco Assis e Luiz de Vasconcelos, bem como a construção do centro de reabilitação, da ala de urgência pediátrica e da clínica psiquiátrica, todas pelo arquiteto Francisco Assis. Em 1966, os espaços existentes foram adaptados, as galerias exteriores foram alargadas em toda a fachada e foram construídos dois novos andares.
O edifício está classificado como Património de Influência Portuguesa, de acordo com a base de dados SIPA do governo português.

## Descrição

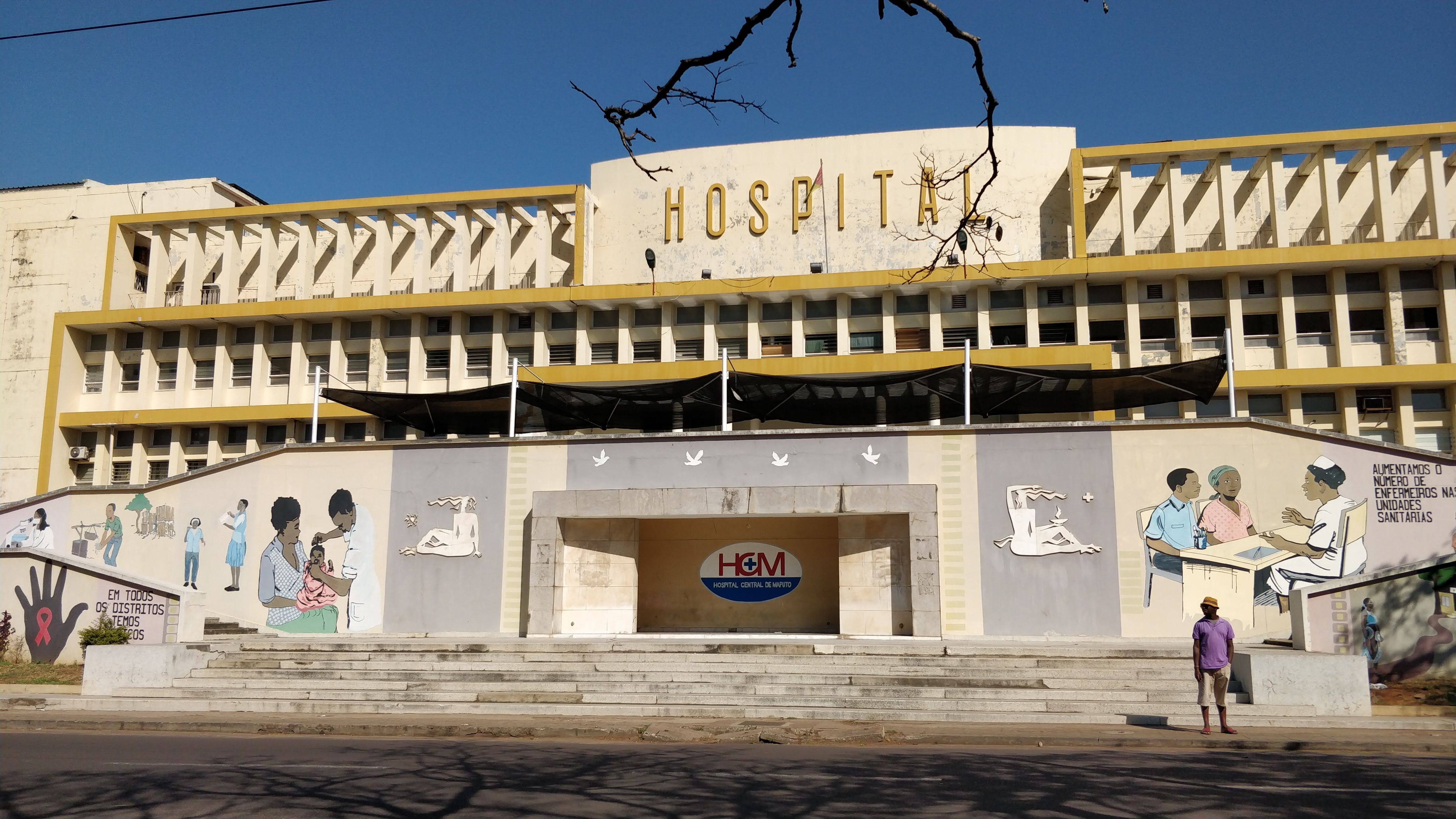
Entrada principal em 2018.

O complexo hospitalar é composto por vários pavilhões, em diferentes configurações. No extremo norte estão os edifícios principais, à direita o antigo edifício da maternidade, no centro o bloco principal e, à esquerda, um pavilhão originalmente destinado ao isolamento dos europeus. Trata-se de um edifício de quatro andares em estilo art déco, com galerias exteriores em todos os andares que percorrem quase todo o comprimento do edifício com cantos arredondados. O bloco principal, em estilo modernista, tem um plano em forma de pente, com um corpo retangular maior — formado por um bloco central de quatro andares, ladeado por dois de dois andares cada, com um comprimento total de quase 200 metros — ao qual estão ligados cinco blocos de quatro andares e um de dimensões menores. A característica marcante é a grande rampa que dá acesso à entrada principal, localizada no primeiro andar do bloco principal. Apresenta um caráter cenográfico típico dos grandes edifícios do Estado Novo. O corpo principal recebe as entradas públicas, contém a sala de emergência e a unidade cirúrgica; os corpos laterais são compostos principalmente por corredores de circulação. Os cinco blocos menores contêm consultórios de especialidades médicas nos níveis inferiores. No nível superior estão os laboratórios e a maternidade. Outro grande edifício em forma de H está localizado no centro.

## Serviços
O hospital é uma unidade terciária de 1500 camas que fornece cuidados cirúrgicos primários à população local, bem como um hospital universitário. A instituição é o centro de referência para todos os cuidados cirúrgicos complexos no país. O departamento de emergência tem capacidades de diagnóstico avançadas, serviços hospitalares complexos para cuidados médicos e cirúrgicos (325 camas na unidade cirúrgica), três salas de operações totalmente equipadas, uma sala de parto totalmente equipada, três salas de recuperação, uma unidade de cuidados intensivos, duas unidades de alta dependência e centros de reabilitação. O centro está também equipado com ventiladores, oxigénio, fluidos intravenosos, produtos sanguíneos, equipamento microbiológico, medicamentos essenciais (anestésicos, analgésicos, antibióticos) e equipamento cirúrgico essencial (cortinas, batas, pensos, luvas), bem como outros consumíveis (equipamento e dispositivos descartáveis). O hospital também oferece serviços de oncologia. Em 2017, os resultados de um estudo contribuíram para o desenvolvimento de um programa de educação em oncologia cirúrgica, considerado essencial para a formação de cirurgiões na região.

## Centro de Investigação
Em 2012, a Faculdade de Medicina da Universidade Eduardo Mondlane e o Hospital Central de Maputo criaram uma comissão institucional de bioética para a saúde. Este comité tem gerido com sucesso uma procura constante de revisão de protocolos e várias iniciativas importantes de melhoria da qualidade, tais como a orientação de investigadores e uma plataforma eletrónica de apresentação de protocolos, que têm melhorado a eficiência do processo de revisão e a qualidade geral dos protocolos apresentados. Este processo visa assegurar o cumprimento de considerações bioéticas para atividades de investigação envolvendo seres humanos, que foram formalmente delineadas em 2002.